# كأس يوغوسلافيا 1989–90
كأس يوغوسلافيا 1989–90 هو الموسم 42 من بطولة كرة القدم الأوكرانية للهواة ‏. أشرف على تنظيمه اتحاد صربيا لكرة القدم، وفاز فيه النجم الأحمر بلغراد.